# Кът Копи
Кът Копи (на английски: Cut Copy в превод Срежи Копирай) е австралийска синтпоп група, базирана в Мелбърн. Техният стил, често категоризиран като електропоп, черпи значително вдъхновение от ню уейва, синтпопа и пост-пънк стиловете от 80-те. Групата се издава от австралийския лейбъл Modular Recordings, подразделение на Universal Music. Името на групата вероятно идва от това, че електронната музика често се прави изцяло на компютърна програма, а операциите срежи и копирай са често практикувани на компютър като цяло и в частност за правене на електронна музика.

## История
Cut Copy е създадена първоначално като самостоятелният музикален проект на Дан Уитфорд, диджей и графичен дизайнер. Уитфорд издава сингъла „1981“ и мини-албума „I Thought of Numbers“, а през 2003 кани в проекта си Тим Хоуи, Мичъл Скор и Бенет Фоди. На следващата година групата издава дебютният си дългосвирещ албум „Bright Like Neon Love“. Албумът е продуциран и изцяло написан от вокалиста и основна движеща сила на групата Дан Уитфорд. Към средата на 2004 Фоди напуска Cut Copy, за да се концентрира върху доктората си.
През 2005 групата тръгва на първото си международно турне, което вклюва изпълнения в Лондон, Ню Йорк и Лос Анджелис. Cut Copy са имали съвместни концерти с групи като Franz Ferdinand, Junior Senior, Bloc Party и шотландския диджей Майло. През декември 2007 Cut Copy са подгряващата група по време на австралийската част от турнето на Дафт Пънк Nevereverland.
Още в края на 2007 Cut Copy обявяват, че са готови с втория си студиен албум „In Ghost Colours“, но официално го издават едва на 22 март 2008, за да няма разкъсване в датите на издаване в цял свят. Албумът дебютира на 30-а позиция в Австралийската класация за албуми, а впоследствие достига първо място.

## Дискография

### Албуми
- „Bright Like Neon Love“ (2004, Modular Recordings)
- „In Ghost Colours“ (2008, Modular Recordings) AUS #1, FIN #32, US #167
- „Zonoscope“ (2011, Modular Recordings)

### EP-та
- „I Thought of Numbers“ (2001, Modular Recordings)
- „Hearts on Fire“ (2007, Modular Recordings)
- „Far Away“ (2008, Modular Recordings)

### Сингли
- „1981“ 7" (2001, Modular Recordings)
- „Drop The Bomb“ (2001, Modular Recordings)
- „Glittering Clouds“ (2001, Modular Recordings)
- „Rendezvous“ (2001, Modular Recordings)
- „Saturdays“ (2004, Modular Recordings)
- „Future“ (2005, Modular Recordings)
- „Going Nowhere“ (2005, Modular Recordings) IRE #48
- „Hearts on Fire“ (2007, Modular Recordings)
- „So Haunted“ (2007, Modular Recordings)
- „Lights & Music“ (2008, Modular Recordings) AUS #64, AUS Dance #8
- „Hearts on Fire“ (2008 Edit), (2008, Modular Recordings) AUS #98, AUS Dance #9
- „Far Away“ (2008, Modular Recordings)
- „Where I'm Going“ (2010, Modular Recordings)
- „Take Me Over“ (2010, Modular Recordings)
- „Need You Now“ (2011, Modular Recordings)
- „Blink And You'll Miss A Revolution“ (2011, Modular Recordings)